# Traubing
Traubing ist ein Gemeindeteil von  Tutzing und eine Gemarkung im oberbayerischen Landkreis Starnberg.

## Lage
Das Pfarrdorf Traubing liegt zwischen Ammer- und Starnberger See etwa zweieinhalb Kilometer südlich von Aschering, zweieinhalb Kilometer östlich von Machtlfing und westlich der Bundesstraße 2. Der Untergrund sind würmzeitliche End- und Seitenmoränen oder Schmelzwasserschotter auf einer Höhenlage zwischen 661 und 683 m ü. NN.
Auf der Gemarkung Traubing liegen die Orte Deixlfurt, Obertraubing und Traubing. Ihre Ausdehnung entspricht weitgehend der Fläche der ehemaligen gleichnamigen Gemeinde.

## Geschichte
Der Ort Traubing wurde 1005 als „Trupinga“ in einer Urkunde des Klosters Benediktbeuern erwähnt. Die Gemeinde Traubing, bestehend aus Deixlfurt, Obertraubing und Traubing, wurde am 1. Januar 1978 im Zuge der Gebietsreform in Bayern aufgelöst und nach Tutzing eingemeindet.

## Öffentliche Einrichtungen
In Traubing gibt es die römisch-katholische Pfarrkirche Mariae Geburt, den katholischen Kindergarten St. Maria und eine staatliche Grundschule. Die Freiwillige Feuerwehr Traubing sorgt für den Brandschutz und die allgemeine Hilfe insbesondere auf örtlicher Ebene.